# Szürke tavaszimoly
A szürke tavaszimoly (Diurnea fagella) a valódi lepkék (Glossata) alrendjébe tartozó tavaszi molyfélék (Chimabachidae) családjának egyik, Magyarországon is élő faja.

## Elterjedése, élőhelye
Ez a palearktikus faj hazánkban is mindenütt megtalálható.

## Megjelenése
Hamvasszürke szárnyán sötétebb, barnásszürke erezet látható. A hímek szárnyának fesztávolsága 28–32 mm, a nőstényeké 18–22 mm. A nőstények elcsökevényesedett szárnyai hegyes csúcsban végződnek.

## Életmódja
Évente egy generációja nő fel. A lepkék márciustól májusig rajzanak. Polifág hernyóik a lombkoronaszintben két-két, párosával összeszőtt és összehúzott levél között élnek.
A csökevényes szárnyú nőstények röpképtelenek.

## Külső hivatkozások
- Mészáros Zoltán – Szabóky Csaba: A magyarországi molylepkék gyakorlati albuma. Budapest: Agroinform. 2005.  arch Hozzáférés: 2018. április 6. (PDF)